# Grupo Ferretti
O Grupo Ferretti é um conglomerado de empresas italiano do ramo de fabricação de iates. Foi fundada em 1968. Seus produtos são vendidos sob as marcas Wally, Ferretti Yachts, Line Custom, Pershing, Itama, Riva, Mochi Craft e CRN.
A empresa foi fundada em 1968 por Alessandro e Norberto Ferretti como fabricante de pequenos barcos e produziu seu primeiro motor a motor em 1971. O grupo expandiu-se ao fazer inúmeras aquisições, incluindo o Cantieri Navali Dell'adriatico - CNA SRL em 1998, CRN Spa, em 1999, Riva Spa em 2000, Cantiere Navale Mario Morini e em 2002, Itama em 2004 e Alied Marine em 2008.
O grupo foi adquirido pela empresa de fabricação de máquinas pesadas e automotivas da Multinacional Chinesa Weichai Group em 2012.